# 巴斯德·比齐蒙古
巴斯德·比齐蒙古（法語：Pasteur Bizimungu，1950年—），卢旺达政治家，1994年7月19日至2000年3月23日期间任卢旺达总统。他是胡图族人，在吉塞尼出生。
1990年比齐蒙古加入以图西族人主导的卢旺达爱国阵线，该政党不满时任总统朱韦纳尔·哈比亚利马纳的统治。1994年4月6日哈比亚利马纳坠机身亡后，针对图西族人的卢旺达大屠杀爆发。同年7月，卢旺达爱国阵线掌握权力，党首保罗·卡加梅任副总统，比齐蒙古任总统。比齐蒙古任内与卡加梅发生冲突，遂于2000年3月辞去总统职位，卡加梅继任。
2004年4月7日，比齐蒙古因创建民兵组织、煽动暴力和贪污等罪名被判15年有期徒刑，2007年4月6日获总统卡加梅特赦。